# Metopidiothrix rhopalophora
Metopidiothrix rhopalophora är en mångfotingart som beskrevs av Carl Graf Attems 1907. Metopidiothrix rhopalophora ingår i släktet Metopidiothrix och familjen Metopidiotrichidae. Inga underarter finns listade i Catalogue of Life.